# Nanomysis insularis
Nanomysis insularis är en kräftdjursart som beskrevs av Nouvel 1957. Nanomysis insularis ingår i släktet Nanomysis och familjen Mysidae. Inga underarter finns listade i Catalogue of Life.